# Katri Kulmuni
Katri Briitta Ilona Kulmuni (Tornio, 4 settembre 1987) è una politica finlandese,  che ha ricoperto il ruolo di 35º vice primo ministro della Finlandia e leader del Partito di Centro Finlandese tra il 2019 e il 2020 dopo le dimissioni da tale carica dell'ex Primo ministro Juha Sipilä Deputata al Parlamento finlandese dal 2015 al 2024, nel 2024 è stata eletta al Parlamento europeo.

## Biografia
La casa d'infanzia di Katri Kulmuni si trova in un'antica fattoria dove la famiglia Kulmuni vive dal XV secolo. Suo padre è un piccolo imprenditore rurale e sua madre un'insegnante di educazione speciale. La città natale di Kulmuni, Tornio, si trova vicino al confine tra Finlandia e Svezia, e Kulmuni ha frequentato la scuola comprensiva di Haparanda, in Svezia, quindi la scuola di lingue congiunta di Tornio e Haparanda. Kulmuni ha studiato all'Università Europea di San Pietroburgo e  quindi nel 2018 ha conseguito un master in Scienze sociali presso l'Università della Lapponia.  Kulmuni parla cinque lingue: finlandese, svedese, inglese, francese e russo. 

## Carriera politica
Kulmuni è stata eletta per la prima volta al parlamento finlandese nel 2015 e rieletta nuovamente nel 2019. È stata nominata ministro degli affari economici dopo le elezioni del 2019.
Il 7 settembre 2019 ha vinto le primarie del suo partito, sconfiggendo Antti Kaikkonen, diventando così il 12 settembre 2019 vice primo ministro finlandese, subentrando a Mika Lintilä, e ministra dell'economia. Si dimise da tali cariche il 5 giugno 2020 dopo aver pagato 50 000 euro per una consulenza. Prese il suo posto l'ex primo ministro Matti Vanhanen come ministro dell'economia.

## Vita privata
Katri Kulmuni è sposata con l'avvocato Jyrki Peisa, che lavora come direttore delle Industrie Forestali Finlandesi. Hanno due figlia